# NEWVERY
NEWVERY（ニューベリー）は、若者たちが未来に希望を持てる社会づくりに取り組むNPO（特定非営利活動法人）。設立は2002年。
リーマン・ショックを経て、フリーター・ニート支援活動から撤退。それを契機にNEWVERYに改称。

## 主な活動
教育支援事業
- WEEKDAY CAMPUS VISIT

教育寮事業
- チェルシーハウス

クリエイティブ事業
- トキワ荘プロジェクト
- MANZEMI